# Jozef Migaš
Jozef Migaš (Pušovce, 7 gennaio 1954) è un politico slovacco, presidente del Consiglio nazionale della Repubblica Slovacca dal 1998 al 2002 durante il governo di Mikuláš Dzurinda e presidente della Repubblica (facente funzione) dal 1998 al 1999.
Si è ritirato dalla vita politica.